# Annales du service des antiquités de l'Égypte (numéros 41 à 50)
Les Annales du service des antiquités de l'Égypte sont publiées par le Conseil suprême des Antiquités égyptiennes (CSA).
Cliquez sur un onglet pour accéder aux titres des sujets développés dans chaque numéro :
| nos 1 à 10 | nos 11 à 20 | nos 21 à 30 | nos 31 à 40 | nos 41 à 50 | nos 51 à 60 | nos 61 à 70 | nos 71 à 80 |

| Numéro 41 1942 | Numéro 42 1943 | Numéro 43 1943 | Numéro 44 1944 | Numéro 45 1947 | Numéro 46 1947 | Numéro 47 1947 | Numéro 48 1948 | Numéro 49 1949 | Numéro 50 1950 |

## Numéro 41, paru en 1942
| Pages     | Auteur(s)                         | Titre | Texte sur Gallica |
| --------- | --------------------------------- | --- | ----------------- |
| 3 - 9     | J. Leibovitch                     | Noël Aimé-Giron (1884-1941) |                   |
| 11 - 18   | Guy Brunton                       | George A. Reisner |                   |
| 21 - 35   | Étienne Drioton                   | Deux statues naophores consacrées à Apis |                   |
| 41 - 47   | J. Leibovitch                     | Stèles funéraires de Tell el-Yahoudieh |                   |
| 53 - 70   | Drescher, J.                      | More about St. Menas |                   |
| 77 - 86   | Leibovitch, J.                    | Une imitation d’époque gréco-romaine d’une stèle de la déesse Qadech |                   |
| 91 - 95   | Étienne Drioton                   | Un grattoir (?) de scribe |                   |
| 99 - 134  | Étienne Drioton                   | La cryptographie du papyrus Salt 825 |                   |
| 135 - 147 | A. Lucas                          | Notes on some of the Objects from the Tomb of Tut-Ankhamun |                   |
| 149       | D. E. Derry                       | Report on Skeleton of King Amenemopet |                   |
| 150       | D. E. Derry                       | Har Nakht |                   |
| 151 - 158 | Alexandre Piankoff                | Le livre du jour dans la tombe (no 132) de Ramose |                   |
| 159 - 160 | R. W. Hutchinson                  | Sipylos and S-P-L-L |                   |
| 161 - 181 | L. Keimer                         | Sur deux représentations égyptiennes du Gerenuk (Lithocranius Walleri) |                   |
| 189 - 205 | N. Shiah                          | Some Remarks on the Bekhen-Stone. • I, The God Bekhenew. • II, The Word [hiéro D58 N5/N35 ?]. • III, Bekhen-Stone, Greywacke, and Durite                                                                    |                   |
| 207 - 217 | Bernhard Grdseloff                | Le dieu DwAw, patron des oculistes |                   |
| 219 - 232 | Reginald Engelbach                | A List of the Royal Names on the Objects in the "King Fouad I Gift" Collection with some Remarks on its Arrangement                                                                                         |                   |
| 233 - 265 | D. E. Derry et Reginald Engelbach | Mummification. • I, Introduction: Herodotus with Notes on his Text. • II, Methods Practised at Different Periods                                                                                            |                   |
| 271 - 275 | A. Lucas                          | Obsidian |                   |
| 277 - 294 | V. Vikentiev                      | Les monuments archaïques. • II, La tablette en ivoire de Naqâda. Mise au point |                   |
| 295 - 313 | Z. Iskander et A. Zaky            | Ancient Egyptian Cheese |                   |
| 315 - 322 | L. Keimer                         | Remarques au sujet de l’oiseau Daknis (Hésychius) ou Daknas (Festus) |                   |
| 325 - 332 | L. Keimer                         | Quelques nouvelles remarques au sujet de l’hiéroglyphe nH [hiéro G21] |                   |
| 335 - 338 | Jaroslav Černý                    | Philological and Etymological Notes. I. • 1, On the Etymology of Coptic ajo "Treasure". • 2, The Opening Words of the Tales of the Doomed Prince and the Two Brothers                                       |                   |
| 339 - 341 | A. Rowe                           | The " Sceptre" Sub-Gang of Workmen at Meydûm |                   |
| 342 - 345 | A. Rowe                           | Some Remarks on A Collection of Hieroglyphs from the Monuments of Hor-Aha, forming Appendix IV of the Volume Hor-Aha, 1939 by W. B. Emery                                                                   |                   |
| 346 - 347 | A. Rowe                           | Corrections and Additions to Report on Tomb-Pit Opened on the 26th January, 1901, in the Valley of the Tombs of the Kings between no. 4 and no. 28, by Howard Carter (in Annales du Service, II, p. 144 ff) |                   |
| 347       | A. Lucas et A. Rowe               | Additions and Corrections to The Ancient Egyptian Bekhen-Stone (in Annales du Service, XXXVIII) |                   |
| 348       | A. Lucas et A. Rowe               | Addition to Ancient Egyptian Measures of Capacity, by A. Lucas and Alan Rowe, (in Annales du Service, XL, p. 82, 83)                                                                                        |                   |
| 349 - 354 | Jaroslav Černý                    | Greek Etymology of the Name of Moses |                   |
| 357 - 366 | A. el-N. Abdallah                 | Rapport sur les travaux de Karnak et de la Haute-Égypte (1941-1942). • I, Colonnade sud de la première cour. • II, Colonnes de Taharqa. • III, Fondations des colonnes de la Salle Hypostyle                |                   |
| 381 - 393 | Z. Y. Saad                        | Preliminary Report on the Royal Excavations at Saqqara, 1941-1942 |                   |
| 405 - 409 | Z. Y. Saad                        | Preliminary Report on the Royal Excavations at Helwan (1942) |                   |
| 437 - 442 | J. Leibovitch                     | B. Grdseloff, Les débuts du culte de Rechef en Égypte, Le Caire, 1942 |                   |

## Numéro 42, paru en 1943
| Pages     | Auteur(s)               | Titre | Texte sur Gallica |
| --------- | ----------------------- | --- | ----------------- |
| 1 - 23    | Ah. Badawi              | Die neue historische Stele Amenophis’ II. • I, Beschreibung des Denkmals. • II, Die historische Inschrift                              |                   |
| 25 - 70   | Bernhard Grdseloff      | Deux inscriptions juridiques de l’Ancien Empire. • I, L'inscription de Khenemty. • II, L'inscription de Penmerou                       |                   |
| 71 - 73   | Reginald Engelbach      | Statues of the "Soul of Nekhen" and the "Soul of Pe" of the Reign of Amenophis III                                                     |                   |
| 79 - 82   | G. Brunton              | Three Seal-Amulets |                   |
| 83 - 91   | Abd el-M. Bakir         | A Hymn to Amon-Re' at Tura |                   |
| 93 - 105  | J. Leibovitch           | Une nouvelle représentation d’une sphinge de la reine Tiy                                                                              |                   |
| 106 - 126 | Bernhard Grdseloff      | Notes sur deux monuments inédits de l’Ancien Empire. • I, Fragment de linteau de "WrbA-BA". • II, Tambour de "Njanx-Xnm"               |                   |
| 127 - 132 | Ah. Badawi              | Denkmäler aus Sakkarah, IV |                   |
| 137 - 139 | L. Keimer               | Une curieuse tête de plâtre trouvée à Saqqarah                                                                                         |                   |
| 147 - 152 | Z. Y. Saad              | Statuette of God Bes as a Part of a Fan with the Name of King Taklot II                                                                |                   |
| 159 - 161 | L. Keimer               | Un Bès tatoué (?) |                   |
| 165 - 166 | Alfred Lucas            | Ancient Egyptian Measures of Capacity                                                                                                  |                   |
| 169 - 176 | Étienne Drioton         | Ta; Prw`ta Stoicei`a |                   |
| 177 - 181 | Étienne Drioton         | À propos du cryptogramme de Montouemhêt                                                                                                |                   |
| 183 - 185 | Gerald Avery Wainwright | Amûn’s Sacred Object at Thebes |                   |
| 187 - 191 | G. Brunton              | The Bead Network of Shashanq Heqa-Kheper-Re, Tanis                                                                                     |                   |
| 193 - 221 | Reginald Engelbach      | An Essay on the Advent of the Dynastic Race in Egypt and its Consequences                                                              |                   |
| 223 - 250 | Z. Iskander et A. Zaky  | Materials and Method Used for Mummifying the Body of Amentefnekht, Saqqara 1941                                                        |                   |
| 257 - 270 | L. Keimer               | L’identification de l’hiéroglyphe iw [hiéro E9], [hiéro E9A], [hiéro E10]                                                              |                   |
| 271 - 277 | L. Keimer               | Un bas-relief de Karnak dessiné par Prisse d’Avennes, perdu plus tard et retrouvé au printemps 1943                                    |                   |
| 279 - 281 | L. Keimer               | Note sur le nom égyptien du jujubier d’Égypte (Zizyphus Spina Christi, Willd.)                                                         |                   |
| 283 - 338 | N. Aimé-Giron           | Adversaria semitica (IV). Essai sur l’âge et la succession des rois de Byblos d’après leurs inscriptions                               |                   |
| 341 - 350 | Jaroslav Černý          | Philological and Etymological Notes, II. • 3, The Sign in the Inscriptions of the Naos of El-'Arîsh. • 4,. Camyai. • 5, King "Adiebis" |                   |
| 351 - 353 | Alexandre Piankoff      | Quelques passages du Livre du Jour et de la Nuit dans le temple funéraire de Ramsès III à Médinet Habou                                |                   |
| 357       | Z. Y. Saad              | Preliminary Report on the Royal Excavations at Helwan (1942) (Plan)                                                                    |                   |
| 359 - 363 | M. El-Amir              | A Statue of Ramesses II |                   |
| 369 - 416 | Labib Habachi           | Sais and its Monuments |                   |
| 417 - 425 | Abd el-S. M. Hussein    | The Reparation of the Mastaba of Mehu at Saqqara (1940)                                                                                |                   |
| 447 - 508 | Ahmed Fakhry            | A Note on the Tomb of Kheruef at Thebes                                                                                                |                   |
| 533       | L. Keimer               | Addenda |                   |

## Numéro 43, paru en 1943
| Pages     | Auteur(s)                               | Titre | Texte sur Gallica |
| --------- | --------------------------------------- | --- | ----------------- |
| 3 - 14    | G. Brunton                              | William Matthew Flinders Petrie |                   |
| 15 - 43   | Étienne Drioton                         | Trois documents d’époque amarnienne. • I, La statuette funéraire de la dame Ipy. • II, La stèle de Panehsy. • III, Le linteau de Hêtyaî |                   |
| 45 - 65   | Maurice Pillet                          | De divers objets en bronze des musées du Caire et du Louvre. • I, Ornements de barques. • II, Embases ou emplantures de pavillon d'embarcation |                   |
| 67 - 73   | J. Leibovitch                           | Une plaquette de la XXIIe dynastie appartenant à la collection de sa Majesté le roi Farouk Ier |                   |
| 75 - 81   | Abd el-M. Bakir                         | A Donation Stela of the Twenty-Second Dynasty |                   |
| 87 - 90   | J. Leibovitch                           | Une amulette égyptienne au nom de Putiphar |                   |
| 91 - 111  | G. Michaïlidis                          | Quelques objets inédits d’époque perse. • I, Ferrures en bronze ayant servi de gonds et dont l'une porte le nom de Darius. • II, Alabastron au nom de Darius. • III, Portant en bronze au nom de Xerxès. • IV, Couvercle de vase au nom d'Ariyarta. • V, Alabastron au nom de Khabbash. • VI, Taureau votif appartenant à Mithrobaïos. • VII, Petit éclat d'une statue naophore d'Oudjahorresné |                   |
| 115 - 131 | V. Vikentiev                            | Sur quelques mots énigmatiques dans un texte astronomique |                   |
| 133 - 156 | G. Brunton                              | The Inner Sarcophagus of Prince Ramessu from Medinet Habu |                   |
| 157 - 171 | A. Servin                               | Les constructions navales sous l’Ancien Empire. Le navire en bois |                   |
| 173 - 181 | Jaroslav Černý                          | The Origin of the Name of the Month Tybi |                   |
| 183 - 189 | L. Keimer                               | L’hiéroglyphe |                   |
| 191 - 310 | H. W. Fairman                           | Notes on the Alphabetic Signs Employed in the Hieroglyphic Inscriptions of the Temple of Edfu |                   |
| 311 - 318 | Bernhard Grdseloff                      | Appendix. Le signe et le mot "père" |                   |
| 319 - 349 | Étienne Drioton                         | Procédé acrophonique ou principe consonantal ? |                   |
| 351 - 356 | O. R. Rostem                            | Note on the Method of Lowering the Lid of the Sarcophagus in a Saïte Tomb of Saqqara |                   |
| 357 - 366 | Bernhard Grdseloff                      | Le signe et le titre du stoliste |                   |
| 369 - 379 | Ahmed Fakhry                            | Tomb of Nebamun, Captain of Troops (no 145 at Thebes) |                   |
| 389 - 414 | Ahmed Fakhry                            | Tomb of Paser (no 367 at Thebes) |                   |
| 439 - 442 | Étienne Drioton et Abd el-S. M. Hussein | Fouilles sur la chaussée d’Ounas (1941-1943) |                   |
| 449 - 457 | Z. Y. Saad                              | Preliminary Report on the Excavations of the Department of Antiquities at Saqqara 1942-43 |                   |
| 487 - 513 | Étienne Drioton                         | Description sommaire des chapelles funéraires de la VIe dynastie récemment découvertes derrière le mastaba de Mérérouka à Sakkarah |                   |

## Numéro 44, paru en 1944
| Pages     | Auteur(s)          | Titre | Texte sur Gallica |
| --------- | ------------------ | --- | ----------------- |
| 3 - 13    | J. Leibovitch      | George Foucart (1865-1943) |                   |
| 17 - 33   | Étienne Drioton    | La cryptographie par perturbation |                   |
| 37 - 70   | A. Adriani         | L’"Afrodite al Bagno" di Rodi e l’Afrodite di Doedalsas |                   |
| 91 - 98   | Étienne Drioton    | Une statuette-bloc de la XIXe dynastie |                   |
| 101 - 107 | J. Leibovitch      | Une statuette du dieu Seth |                   |
| 111 - 162 | Étienne Drioton    | Les dédicaces de Ptolémée Évergète II sur le deuxième pylône de Karnak) |                   |
| 163 - 172 | J. Leibovitch      | Amon-Ra, Rechef et Houroun sur une stèle |                   |
| 173 - 178 | S. Gabra           | Un chaton de bague à thème solaire |                   |
| 181 - 206 | Ah. Badawi         | Zwei Denkmäler des grossen Gaugrafen von Memphis Amenophis Hwjj |                   |
| 227 - 234 | H. Lewy            | A Dream of Mandulis |                   |
| 235 - 242 | J. Schwartz        | Sur une demande de prêtres des Socnopéonèse |                   |
| 243 - 250 | O. Guéraud         | Quelques remarques à propos du déroulement d’un papyrus (Journal d’entrée no 86637) |                   |
| 251 - 257 | J. Leibovitch      | À propos d’un bas-relief copte des trois Hébreux dans la Fournaise |                   |
| 259 - 262 | Z. I. Hanna        | Liquid Found in the Sarcophagus of Ptah-Su, Saqqara, 1944 |                   |
| 263 - 277 | H. W. Fairman      | Ptolemaic Notes. • I, [hiéro ? Z2A]. • II, [hiéro ?], [hiéro ?] |                   |
| 279 - 306 | Bernhard Grdseloff | Notes d’épigraphie archaïque. • I, La Tablette de Naqâda et le roi Ménès. • II, Le nom du roi "Serpent". • III, Le nom de l'Horus Smr-X.t. • IV, Le roi Weneg de la IIe dynastie. • V, La Fin de la Seconde Dynastie ou "période séthienne". • VI, La valeur phonétique du signe [hiéro F53]. • VII, Le signe [hiéro S29] comme équivalent de [hiéro ?] |                   |
| 311 - 315 | L. Keimer          | Le signe wHm [hiéro ?] |                   |
| 315       | Alexandre Varille  | Note additionnelle |                   |

## Numéro 45, paru en 1947
| Pages     | Auteur(s)           | Titre | Texte sur Gallica |
| --------- | ------------------- | --- | ----------------- |
| 1 - 15    | Alexandre Varille   | Les trois sarcophages du fils royal Merimes |                   |
| 33 - 34   | Alexandre Varille   | Une stèle d’Amenemouia, porte-sandales du fils royal Merimes (Liverpool no 25) |                   |
| 37 - 49   | J. Schwartz         | Hermeracles |                   |
| 53 - 92   | Étienne Drioton     | Notes diverses. • 1, Le nom d'Horus de Mycérinus. • 2, Une corégence de Pépi Ier et de Mérenrê (?). • 3, Une perle au nom de la reine Khnoumet-Nefret-Hedjet. • 4, Un roi Ousernourê (?). • 5, Le prétendu nom du char d'Aménophis II. • 6, Rechef sur les flots en furie. • 7, Un prisme de Bakenkhonsou. • 8, La lecture du signe [hiéro ?]. • 9, Le cynocéphale [hiéro E35] et l'écriture du nom de Thot. • 10, Chawabtiou à inscriptions cryptographiques. • 11, La structure du signe [hiéro ?]. • 12, Aphrodite Anadyomène invoquée comme Hathor. • 13, Un médaillon d'Horus sur les crocodiles. • 14, Une légende hiéroglyphique sur une gemme gréco-romaine. • 15, Deux scarabées commémoratifs d'Aménophis III |                   |
| 99 - 106  | Étienne Drioton     | Post scriptum à mes "notes diverses (1-15)" |                   |
| 107 - 120 | Bernhard Grdseloff  | Sur deux passages de la nouvelle stèle d’Aménophis II trouvée à Memphis |                   |
| 121 - 122 | E. Mustaki          | An Unpublished Copper Adze-Head of Ahmosis I |                   |
| 123 - 125 | G. Michaïlidis      | Pendeloque au nom d’Aménophis III et de Sat Amon |                   |
| 127 - 131 | M. Korostovtsev     | Un étendard militaire égyptien ? |                   |
| 133 - 134 | Alfred Lucas        | Notes on some of the Objects from the Tomb of Tut-Ankhamun |                   |
| 135 - 143 | Abd el-M. Bakir     | Slavery in Pharaonic Egypt |                   |
| 145 - 146 | Hans Jakob Polotsky | A Passage in the Short Ridisiyah Inscription |                   |
| 147 - 150 | Walter Bryan Emery  | A Cylinder Seal of the Uruk Period |                   |

## Numéro 46, paru en 1947
| Pages     | Auteur(s)                  | Titre | Texte sur Gallica |
| --------- | -------------------------- | --- | ----------------- |
| 1 - 19    | Ahmed Fakhry               | Wadi el-Rayyan |                   |
| 25 - 54   | Ahmed Fakhry               | A Report on the Inspectorate of Upper Egypt. • 1, Inspectorate of Qena. • 2, Inspectorate of Luxor. • 3, The Theban Necropolis. • 4, Inspectorate of Edfu. • 5, Inspectorate of Asswan |                   |
| 63 - 83   | Ahmed Fakhry               | The Monastery of Kalamoun |                   |
| 101 - 111 | M. El-Amir et A. H. Hamada | Excavations at Kôm el-Hisn, Season 1943 |                   |
| 143 - 145 | G. Brunton                 | The Dating of the Cemetery at Kom el-Hisn |                   |
| 147 - 161 | H. Chevrier                | Rapports sur les travaux de Karnak |                   |
| 195 - 205 | S. Farid et A. H. Hamada   | Excavations at Kôm el-Hisn, Season 1945 |                   |
| 235 - 238 | H. Abou-Seif               | Dégagement de la face est de la pyramide de Chéops (février-mai 1940) |                   |
| 245 - 259 | Jean-Philippe Lauer        | Le temple funéraire de Khéops à la grande pyramide de Guizeh |                   |
| 263 - 264 | T. Boulos                  | Valley of the Kings. Thebes |                   |
| 265 - 285 | F. Debono                  | Pics en pierre de Sérabit el-Khadim (Sinaï) et d’Égypte |                   |
| 289 - 295 | M. Kamal                   | Excavations of the Antiquities Department (1942) in the So-Called "Agora" of Hermopolis (Ashmunein)                                                                                    |                   |
| 311 - 322 | Pierre Montet              | La nécropole royale de Tanis à la fin de 1945 |                   |
| 323 - 335 | Raymond Weill              | Fouilles de Dara. Reconnaissance préliminaire (mai 1946) |                   |
| 337 - 355 | Jean Capart                | Troisième rapport sommaire sur les fouilles de la Fondation Égyptologique Reine Élisabeth à El-Kab (novembre 1945 à février 1946)                                                      |                   |
| 357 - 371 | Alexandre Badawy           | Fouilles d’El Kab (1945-1946). Notes architecturales |                   |
| 373 - 382 | A. Bayoumi et O. Guéraud   | Un nouvel exemplaire du décret de Canope |                   |
| 385 - 399 | A. el-N. Abdallah          | Rapport sur les travaux de réparation suggérés pour le kiosque de Trajan |                   |

## Numéro 47, paru en 1947
| Pages     | Auteur(s)          | Titre | Texte sur Gallica |
| --------- | ------------------ | --- | ----------------- |
| 1 - 6     | G. Brunton         | Alfred Lucas, 1867-1945 |                   |
| 7 - 13    | Alexandre Varille  | Victor Loret, 1859-1946 |                   |
| 15 - 21   | A. H. Hamada       | Statue of the Fan-Bearer [hiéro B1 F31] |                   |
| 29 - 46   | P. Ghalioungui     | A Medical Study of Akhenaten |                   |
| 47 - 75   | G. Michaïlidis     | De la signification spéciale de certaines armes dans l’Antiquité |                   |
| 77 - 95   | A. Y. Moustafa     | Reparation and Restoration of Antiques. • I, The Golden Mask of Amenemopet |                   |
| 97 - 111  | A. Batrawi         | The Pyramid Studies, Anatomical Reports |                   |
| 113 - 123 | Alfred Lucas       | Obsidian |                   |
| 125 - 133 | G. Brunton         | The Burial of Prince Ptah-Shepses at Saqqara |                   |
| 139 - 140 | D. E. Derry        | The Bones of Prince Ptah-Shepses |                   |
| 145 - 156 | Alexandre Badawy   | A Collection of Foundation-Desposits of Tuthmosis III |                   |
| 157       | Z. Iskander        | Foundation Deposits of Thothmes IIIrd (M. A. Mansour) |                   |
| 161 - 201 | H. Chevrier        | Rapport sur les travaux de Karnak (1947-1948) |                   |
| 203 - 216 | Bernhard Grdseloff | En marge des récentes recherches sur Tanis. • I, Une mention de Tanis sous Ramsès II ?. • II, Le roi Neferkherès. • III, "Takhpnès" (I. Rois, XI, 19 ; 20)                                              |                   |
| 217 - 222 | Jean Vercoutter    | Le "deir" copte de Tôd et les "remplois" de Thoutmosis III |                   |
| 223 - 247 | J. Schwartz        | Herméraclès et le syncrétisme religieux en Égypte romaine |                   |
| 249 - 260 | Pierre Montet      | La quatorzième campagne de fouilles à Sân el Hagar. • I, Le caveau d'Oundebaounded. • II, Le tombeau d'Osorkon II. • III, Travaux à l'est et à l'ouest des tombeaux. • IV, Travaux dans le secteur nord |                   |
| 261 - 283 | Labib Habachi      | A Statue of Osiris Made for Ankhefenamum, Prophet of the House of Amun in Khapu and his Daughter |                   |
| 285 - 287 | Labib Habachi      | Finds at Kôm el-Wist |                   |
| 293 - 295 | G. Brunton         | The Oracle of Kôm el-Wist |                   |

## Numéro 48, paru en 1948
| Pages     | Auteur(s)                | Titre | Texte sur Gallica |
| --------- | ------------------------ | --- | ----------------- |
| 1 - 7     | G. Brunton               | Reginald Engelbach |                   |
| 9 - 18    | E. A. Eisa               | A Study on the Ancient Egyptian Wigs |                   |
| 21 - 41   | V. Vikentiev             | Horus et Moïse, Heryieb et Horeb |                   |
| 43 - 45   | L. Keimer                | Le signe [hiéro E29] |                   |
| 47 - 54   | L. Keimer                | Note sur les rhinocéros de l’Égypte ancienne |                   |
| 55 - 88   | A. Servin                | Constructions navales égyptiennes. Les barques de papyrus |                   |
| 89 - 108  | L. Keimer                | La signification de l’hiéroglyphe rd [hiéro ?], [hiéro M30?], etc. |                   |
| 109 - 130 | A. Dupont Sommer         | Ostraca araméens d’Éléphantine. • I, Collection Clermont-Ganneau no 16. • II, Musée de Berlin P. 1137 (= C.I.C. II, 137) |                   |
| 135 - 137 | L.-A. Christophe         | Sur une figurine funéraire en bois de Bakenkhonsou, grand-prêtre d’Amon |                   |
| 141 - 150 | François Daumas          | G. Lefèbvre, Grammaire de l’égyptien classique, Le Caire, 1940 |                   |
| 151 - 158 | L.-A. Christophe         | Sur deux textes de Ramsès IV, • Inscription no 86 du Ouâdi Hâmmâmât, • Inscription du temple de Khonsou à Karnak |                   |
| 159 - 162 | O. R. Rostem             | Bridges in Ancient Egypt with a Report on a Newly Excavated Bridge from the Old Kingdom, Giza |                   |
| 167 - 177 | O. R. Rostem             | Remarkable Drawings with Examples in True Perspective |                   |
| 179 - 185 | L. Keimer                | Un motif végétal des époques romaine et copte |                   |
| 203 - 212 | J. Poujade               | Techniques navales. Ancien Empire égyptien. Route des Indes Amérique du Sud |                   |
| 213 - 243 | Alexandre Badawy         | La stèle funéraire sous l’Ancien Empire : son origine et son fonctionnement. • I, Le rôle de la stèle abydienne. • II, Origine de la stèle abydienne. • III, Évolution de la stèle funéraire. • IV, Le fonctionnement de la stèle funéraire |                   |
| 245 - 258 | J. Leibovitch            | La statuette en ivoire de Helmiyeh |                   |
| 261 - 265 | R. W. Sloley             | The Origin of the 365-Day Egyptian Calendar |                   |
| 267 - 276 | J. Drescher              | A Coptic Malediction |                   |
| 285 - 298 | Jean-Édouard Goby        | Henri Munier, bibliographe et coptisant (1884-1945) |                   |
| 299 - 308 | S. Farid et A. H. Hamada | Excavations at Kom el-Hisn, Third Season 1946 |                   |
| 327 - 332 | S. Farid et A. H. Hamada | A Graeco-Roman Cemetery at Kom el-Kharaz |                   |
| 351 - 366 | Jean-Philippe Lauer      | Restaurations et "anastylose" dans les monuments du roi Zoser à Saqqarah (1927-1947) |                   |
| 373 - 390 | L. Keimer                | inb [hiéro ? N35/D58], le caracal (Caracal caracal Schmitzi Matsch.) dans l’Égypte ancienne |                   |
| 409 - 423 | John Gwyn Griffiths      | Human Sacrifices in Egypt: The Classical Evidence. • I, The Story of Busiris. • II, The Alleged Sacrifice of "Typhonian" Men. • III, General Statements                                                                                     |                   |
| 425 - 431 | Abd el-M. Bakir          | The Cairo Calendar of Lucky an Unlucky Days (Journal d’Entrée, no. 86637) |                   |
| 435 - 444 | J. Leibovitch            | Un nouveau dieu égypto-cananéen. La stèle de [hiéro ?] ou le Vulcain égypto-phénicien |                   |
| 449 - 455 | Charles Maystre          | Une stèle d’un grand prêtre memphite |                   |
| 459 - 466 | J. Schwartz              | Note sur un trésor du IIIe siècle ap. J.-C. |                   |
| 467 - 484 | P. Labib                 | Feudalismus in der Ramessidenzeit |                   |
| 487 - 497 | A. Batrawi               | Report on the Anatomical Remains Recovered from the Tombs of Akhet-Hetep and Ptah-Irou-Ka, and a Comment on the Statues of Akhet-Hetep |                   |
| 505 - 512 | Bernhard Grdseloff       | Remarques concernant l’opposition à un rescrit du vizir |                   |
| 513 - 516 | A. Youssef               | Reparation of Ancient Tombs. Description of a Method of Traiting a Dangerous Case at Thebes |                   |
| 533 - 553 | E. J. Baumgartel         | The Three Colossi from Koptos and their Mesopotamian Counterparts |                   |
| 561 - 569 | F. Debono                | El-Omari (près d’Hélouan). Exposé sommaire sur les campagnes des fouilles 1943-1944 et 1948 |                   |
| 585 - 598 | A. Batrawi               | The Pyramid Studies. Anatomical Reports 1948. A Small Mummy from the Pyramid of Dahshur |                   |
| 611 - 616 | Abd el-M. El-Khachab     | Représentation du dieu Nil sur les monnaies romaines |                   |
| 619 - 623 | G. Michaïlidis           | Deux statuettes de divinités égyptiennes à inscriptions étrangères. • Statuette d'Harpocrate à inscription chypriote. • Fragment de statuette du dieu Min à inscription lycienne                                                            |                   |
| 629 - 637 | F. Debono                | Le paléolithique final et le mésolithique à Hélouan |                   |
| 629 - 663 | H. Hickmann              | Miscellanea Musicologica. • I, Note sur une harpe au musée du Caire. • II, Sur l'accordage des instruments à cordes (lyres, harpes, luths)                                                                                                  |                   |
| 665 - 685 | V. Vikentiev             | Les monuments archaïques. • III, À propos du soi-disant nom de Ménès dans la tablette de Naqâda |                   |

## Numéro 49, paru en 1949
| Pages     | Auteur(s)             | Titre | Texte sur Gallica |
| --------- | --------------------- | --- | ----------------- |
| 1 - 35    | H. Chevrier           | Rapport sur les travaux de Karnak, 1947-1948 |                   |
| 37 - 39   | L. Keimer             | Une statue de prisonnier remontant au Nouvel Empire |                   |
| 51 - 55   | Alexandre Piankoff    | Égypte-Iran-Russie |                   |
| 57 - 68   | Étienne Drioton       | Dissimulations graphiques dans les Textes des Pyramides |                   |
| 69 - 90   | J. Drescher           | A Coptic Encomium of the Forty Martyrs of Sebasté |                   |
| 95 - 98   | Margaret Alice Murray | Guy Brunton |                   |
| 99 - 110  | G. Brunton            | The Title "Khnumt Nefer-Hezt" |                   |
| 111 - 123 | Jean-Philippe Lauer   | Note complémentaire sur le temple funéraire de Khéops. • I, Les bas-reliefs. • II, Le sanctuaire du temple |                   |
| 129 - 144 | Alexandre Piankoff    | Les deux papyrus "mythologiques" de Her-Ouben au musée du Caire |                   |
| 169 - 170 | Alexandre Piankoff    | Deux variantes du chapitre VI du "Livre des Morts" sur les ouchabtis |                   |
| 175 - 182 | H. Senk               | Eine "kanonische" Fugenführung im ägyptischen zusammengesetzten Relief ? |                   |
| 183 - 202 | A. Barucq             | Deux fragments d’une stèle historique d’Aménophis II au musée Guimet de Lyon |                   |
| 207 - 215 | Hermann Junker        | Zu den Titeln des [hiéro ?] |                   |
| 217 - 220 | G. Godron             | À propos du nom royal [hiéro ?] |                   |
| 223 - 231 | O. R. Rostem          | Observations on the Architecture of the Pyramid Age |                   |
| 241 - 267 | H. Chevrier           | Rapport sur les travaux de Karnak, 1948-1949 |                   |
| 303 - 316 | P. Ghalioungui        | Sur deux formes d’obésité représentées dans l’Égypte ancienne |                   |
| 317 - 329 | G. Nagel              | Le linceul de Thoutmès III. Caire, cat. n°40.001 |                   |
| 337 - 392 | Georges Goyon         | Le papyrus de Turin dit "des mines d’or" et le Wadi Hammamat |                   |
| 393 - 415 | L. Keimer             | Le porc-épic dans l’Égypte ancienne |                   |
| 417 - 444 | H. Hickmann           | Miscellanea Musicologica. • III, Observations sur les survivances de la chironomie égyptienne dans le chant liturgique copte. • IV, Un sifflet de l'époque préhistorique. • V, Note sur une harpe en forme de bêche ou de pelle. • VI, Quelques précurseurs égyptiens du luth court et du luth échancré |                   |
| 451 - 545 | H. Hickmann           | Cymbales et crotales dans l’Égypte ancienne |                   |
| 547       | G. Godron             | Note complémentaire à l’article "Sur la lecture du nom royal [hiéro ?]" |                   |

## Numéro 50, paru en 1950
| Pages     | Auteur(s)                              | Titre | Texte sur Gallica |
| --------- | -------------------------------------- | --- | ----------------- |
| 1 - 18    | Jean-Philippe Lauer et F. Debono       | Technique du façonnage des croissants de silex utilisés dans l’enceinte de Zoser à Saqqarah                                                                                             |                   |
| 31 - 44   | Pierre Montet                          | Les travaux de la mission Montet à Tanis et à Behbeit el-Hagar en 1948 et 1949 |                   |
| 47 - 63   | A. Tony-Révillon                       | À propos d’une statuette d’hippopotame récemment entrée au musée de Boston |                   |
| 65 - 71   | O. R. Rostem                           | The Scheme Planned by the Late Abdel Salam Mohamed Husein for the Protection of the Monuments of Seti I at Abydos. An Appreciation                                                      |                   |
| 93 - 107  | G. Nagel                               | Marques de carrière dans le temple funéraire de Pépi II |                   |
| 127 - 135 | Alexandre Varille                      | Quelques notes sur le sanctuaire axial du grand temple d’Amon à Karnak |                   |
| 137 - 172 | Alexandre Varille                      | Description sommaire du sanctuaire oriental d’Amon-Rê à Karnak |                   |
| 249 - 255 | Alexandre Varille                      | Deux bases de Djedthotefankh à Karnak |                   |
| 257 - 267 | Christiane Desroches Noblecourt        | À propos de l’obélisque de Saint-Jean-de-Latran et d’un sanctuaire en vogue à Karnak à la fin de la XVIIIe dynastie. Nouveaux exemples de scarabées commémoratifs de la XVIIIe dynastie |                   |
| 269 - 280 | P. Barguet                             | L’obélisque de Saint-Jean-de-Latran dans le temple de Ramsès II à Karnak |                   |
| 281 - 320 | H. Senk                                | Bemerkungen zur kontrapostischen Form in der Ägyptischen Flachbildnerei |                   |
| 321 - 362 | E. Jelinkova                           | Recherches sur le titre Xrp Hwwt Nt, "Administrateur des Domaines de la Couronne Rouge"                                                                                                 |                   |
| 363 - 364 | P. Labib                               | Das Wesirat |                   |
| 365 - 366 | A. J. Arkell                           | The Use of Nerita Shells in Early Times |                   |
| 367 - 379 | S. Farid et A. H. Hamada               | Excavations at Kôm el-Hisn. Fourth Season 1947 |                   |
| 401 - 410 | J. Schwartz                            | Épitaphes grecques d’Égypte |                   |
| 411 - 419 | Abd el-M. Bakir                        | The Approach to Papyrology througth Egyptian Hieratic |                   |
| 421 - 425 | Abd el-M. Bakir                        | Obituary Note, Professor Battiscombe George Gunn, M. A. (Oxon), (1883-1950) |                   |
| 429 - 442 | H. Chevrier                            | Rapport sur les travaux de Karnak, 1949-1950 |                   |
| 469 - 473 | Abd el-M. El-Khachab                   | Une petite collection de pierres gravées |                   |
| 477 - 494 | A. Batrawi                             | Remains of the Ka-Nefer Family, a Scribe of Ptah’s Temple at Memphis during the XXVIth Dynasty                                                                                          |                   |
| 501 - 507 | Labib Habachi                          | Was Anukis Considered as the Wife of Khnum or as his Daughter? |                   |
| 509 - 514 | Z. Zaba                                | Un nouveau fragment du sarcophage de Merymôsé |                   |
| 515 - 522 | Bernard Bruyère                        | Un ex-voto d’Isis-Toëris au musée d’Ismaïlia |                   |
| 523 - 545 | H. Hickmann                            | Miscellanea Musicologica. • VII, Les harpes de la tombe de Ramsès III. • VIII, Deux vases siffleurs de l'Égypte ancienne. • IX, Fragment d'un instrument à cordes                       |                   |
| 547 - 576 | Friedrich Wilhelm Freiherr von Bissing | Tombeaux d’époque romaine à Akhmîm. Lettre ouverte au Dr Étienne Drioton |                   |
| 585 - 590 | Étienne Drioton                        | Le mot égyptien signifiant "principe" et "maxime" |                   |
| 591 - 595 | L.-A. Christophe                       | Le temple de Hatshepsout à Deir el Bahari, par Marcelle Werbrouck, Publications de la Fondation égyptologique Reine Élisabeth, Bruxelles 1949                                           |                   |
| 597 - 599 | L.-A. Christophe                       | Romans et contes égyptiens de l’époque pharaonique, par Gustave Lefèbvre, Éditions Adrien-Maisonneuve, Paris 1949                                                                       |                   |
| 601 - 604 | Z. Aly                                 | H. I. Bell, Egypt from Alexander the Great to the Arab Conquest, (pp. 168), Oxford, 1948                                                                                                |                   |